# This Is… Gracious!!
This is… Gracious!! — второй студийный альбом группы Gracious, выпущенный в 1972 году.

## Об альбоме
Музыканты начали работу над альбомом сразу после выхода их дебютной пластинки. Однако из-за проблем с концертной деятельностью и низкими темпами продаж дебютной пластинки, руководство компании притормозило его выпуск. Gracious покинули Липсон, а затем и Киткэт и группа начала распадаться. В итоге запись увидела свет в 1972 году уже после распада группы.
Альбом получился сильнее дебютной работы. Всю первую сторону альбома занимала 22-минутная сюита «Super Nova», разделенная на четыре части. В ней музыкантами активно используется меллоторон и чувствуются параллели с ранними King Crimson и Moody Blues. Песня «What’s Come To Be» со второй стороны альбома изначально должна была быть частью сюиты «Super Nova», однако затем её включили в альбом, как отдельную композицию.
Оформление обложки выполнено английским художником Роджером Дином.
Музыкальный критик Пол Коллинз с сайта Allmusic оценил альбом в 4,5 звезды и 5. Он отмечает, что Blood Red Sun могла бы стать отличным дополнением к «21st Century Schizoid Man» King Crimson. В «Blue Skies and Alibis», по его мнению, Мартин Киткэт демонстрирует отличное владение меллотроном. В заключении Коллинз отмечает, что пластинка «поистине недооценённая драгоценность».

## Список композиций
Все композиции написаны Полом Дэвисом и Мартином Киткэтом.
| №                   | Название | Длительность |
| ------------------- | --- | ------------ |
| 1.                  | «Super Nova» - I. «Arrival of the Traveller» - II. «Blood Red Sun» - III. «Say Goodbye to Love» - IV. «Prepare to Meet Thy Maker» | 21:40        |
| 2.                  | «C.B.S» | 7:06         |
| 3.                  | «What’s Come To Be» | 3:33         |
| 4.                  | «Blue Skies and Alibis» | 4:58         |
| 5.                  | «Hold Me Down» | 5:04         |
| Общая длительность: | Общая длительность: | 42:21        |

## Участники записи
- Алан Коудерой — гитара, бэк-вокал;
- Пол Дэвис — вокал;
- Мартин Киткэт — клавишные, бэк-вокал;
- Роберт Липсон — ударные;
- Тим Уэтли — бас-гитара, бэк-вокал.